# منتخب جزر ماريانا الشمالية لكرة القدم
منتخب جزر ماريانا الشمالية لكرة القدم (بالإنكليزية: Northern Mariana Islands national football team) هو المنتخب الرسمي لكرة القدم في جزر ماريانا الشمالية الواقعة في المحيط الهادئ ويديره اتحاد جزر ماريانا الشمالية لكرة القدم. وهو عضو منتسب في الاتحاد الآسيوي لكرة القدم منذ عام 2008.  وانضم بشكل رسمي في 9 ديسمبر 2020 للاتحاد الآسيوي وبإمكان المنتخب المشاركة في المسابقات التي ينظمها الاتحاد القاري. ولكنه غير قادر على المنافسة في تصفيات كأس العالم لكرة القدم. وذلك بسبب تبعية الجزر السياسية الرسمية الصريحة للولايات المتحدة الأمريكية.

## وصلات خارجية
- الموقع الرسمي